# Lipovica (Leskovac, Srbija)
Lipovica je naselje u gradu Leskovcu, Jablanički upravni okrug, Srbija. Prema popisu iz 2022. godine u Lipovici je živjelo 962 stanovnika.